# Brécy (Aisne)
Pour les articles homonymes, voir Brécy.
Brécy est une commune française située dans le département de l'Aisne en région Hauts-de-France.

## Géographie

### Hydrographie
La commune est située dans le bassin Seine-Normandie. Elle est drainée par l'Ordrimouille, le ru du pont foirier, le fossé 01 de la Grange aux Bois, le fossé 01 la Haie Margot et l'Ordrimouille,,.
L'Ordrimouille, d'une longueur de 16 km, prend sa source dans la commune de Épieds et se jette  dans l'Ourcq à Nanteuil-Notre-Dame, après avoir traversé cinq communes.

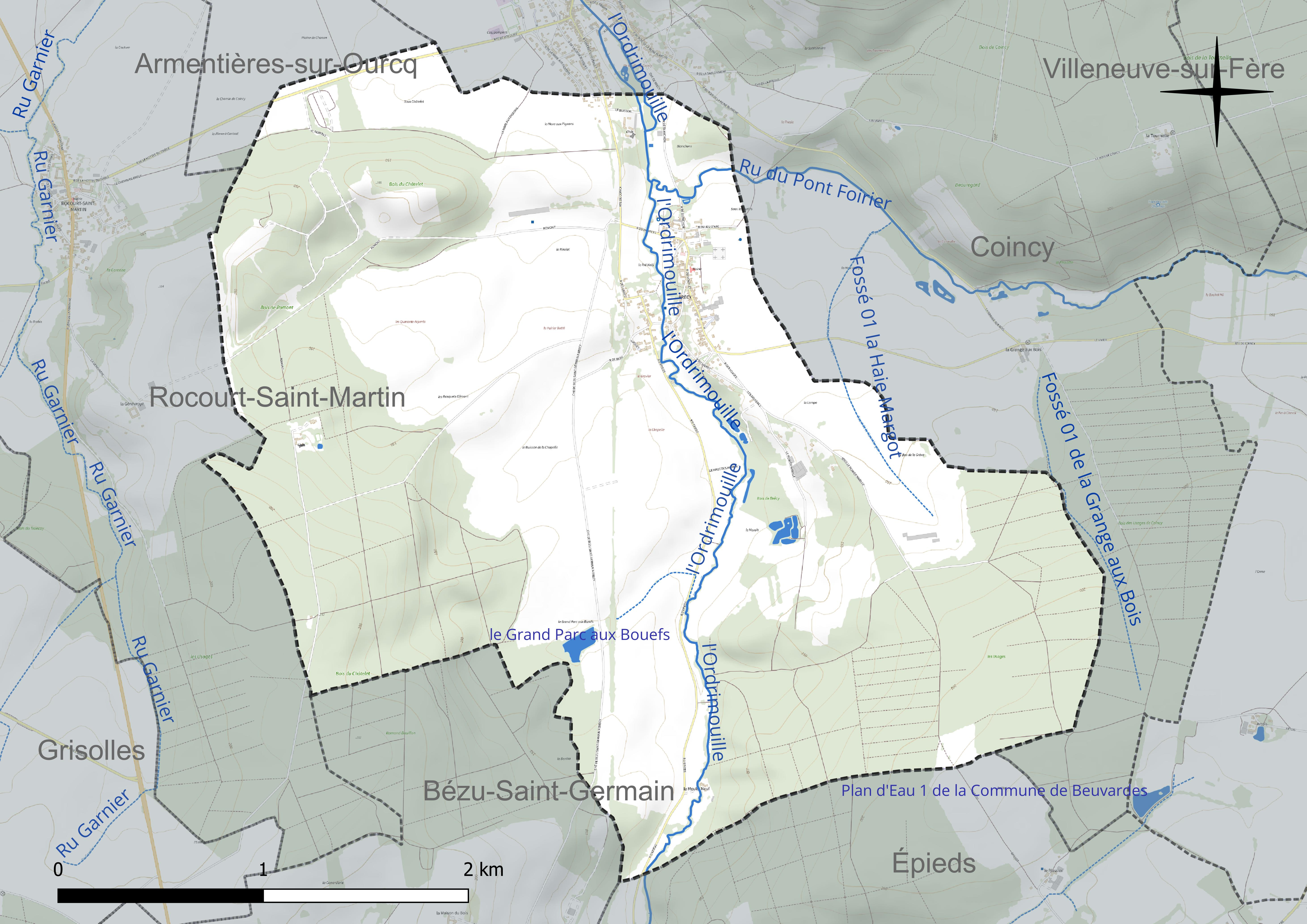
Réseau hydrographique de Brécy.

Un plan d'eau complète le réseau hydrographique : le Grand Parc aux Bouefs (1,3 ha),.

### Climat
Pour des articles plus généraux, voir Climat des Hauts-de-France et Climat de l'Aisne.
En 2010, le climat de la commune est de type climat océanique dégradé des plaines du Centre et du Nord, selon une étude du CNRS s'appuyant sur une série de données couvrant la période 1971-2000. En 2020, Météo-France publie une typologie des climats de la France métropolitaine dans laquelle la commune est exposée à un climat océanique altéré et est dans la région climatique Nord-est du bassin Parisien, caractérisée par un ensoleillement médiocre, une pluviométrie moyenne régulièrement répartie au cours de l'année et un hiver froid (3 °C).
Pour la période 1971-2000, la température annuelle moyenne est de 10,6 °C, avec  une amplitude thermique annuelle de 15,2 °C. Le cumul annuel moyen de précipitations est de 745 mm, avec 11,6 jours de précipitations en janvier et 8,4 jours en juillet. Pour la période 1991-2020 la température moyenne annuelle observée sur la station météorologique la plus proche, située sur la commune de Blesmes à 12 km à vol d'oiseau, est de 10,6 °C et le cumul annuel moyen de précipitations est de 713,0 mm,. Pour l'avenir, les paramètres climatiques de la commune estimés pour 2050 selon différents scénarios d'émission de gaz à effet de serre sont consultables sur un site dédié publié par Météo-France en novembre 2022.

## Urbanisme

### Typologie
Au 1er janvier 2024, Brécy est catégorisée commune rurale à habitat dispersé, selon la nouvelle grille communale de densité à 7 niveaux définie par l'Insee en 2022.
Elle est située hors unité urbaine. Par ailleurs la commune fait partie de l'aire d'attraction de Château-Thierry, dont elle est une commune de la couronne,. Cette aire, qui regroupe 52 communes, est catégorisée dans les aires de moins de 50 000 habitants,.

### Occupation des sols
L'occupation des sols de la commune, telle qu'elle ressort de la base de données européenne d'occupation biophysique des sols Corine Land Cover (CLC), est marquée par l'importance des territoires agricoles (47,5 % en 2018), une proportion identique à celle de 1990 (47,5 %). La répartition détaillée en 2018 est la suivante : 
forêts (44,9 %), terres arables (41,9 %), prairies (5,6 %), mines, décharges et chantiers (4,4 %), zones urbanisées (3,2 %).
L'évolution de l'occupation des sols de la commune et de ses infrastructures peut être observée sur les différentes représentations cartographiques du territoire : la carte de Cassini (XVIIIe siècle), la carte d'état-major (1820-1866) et les cartes ou photos aériennes de l'IGN pour la période actuelle (1950 à aujourd'hui).

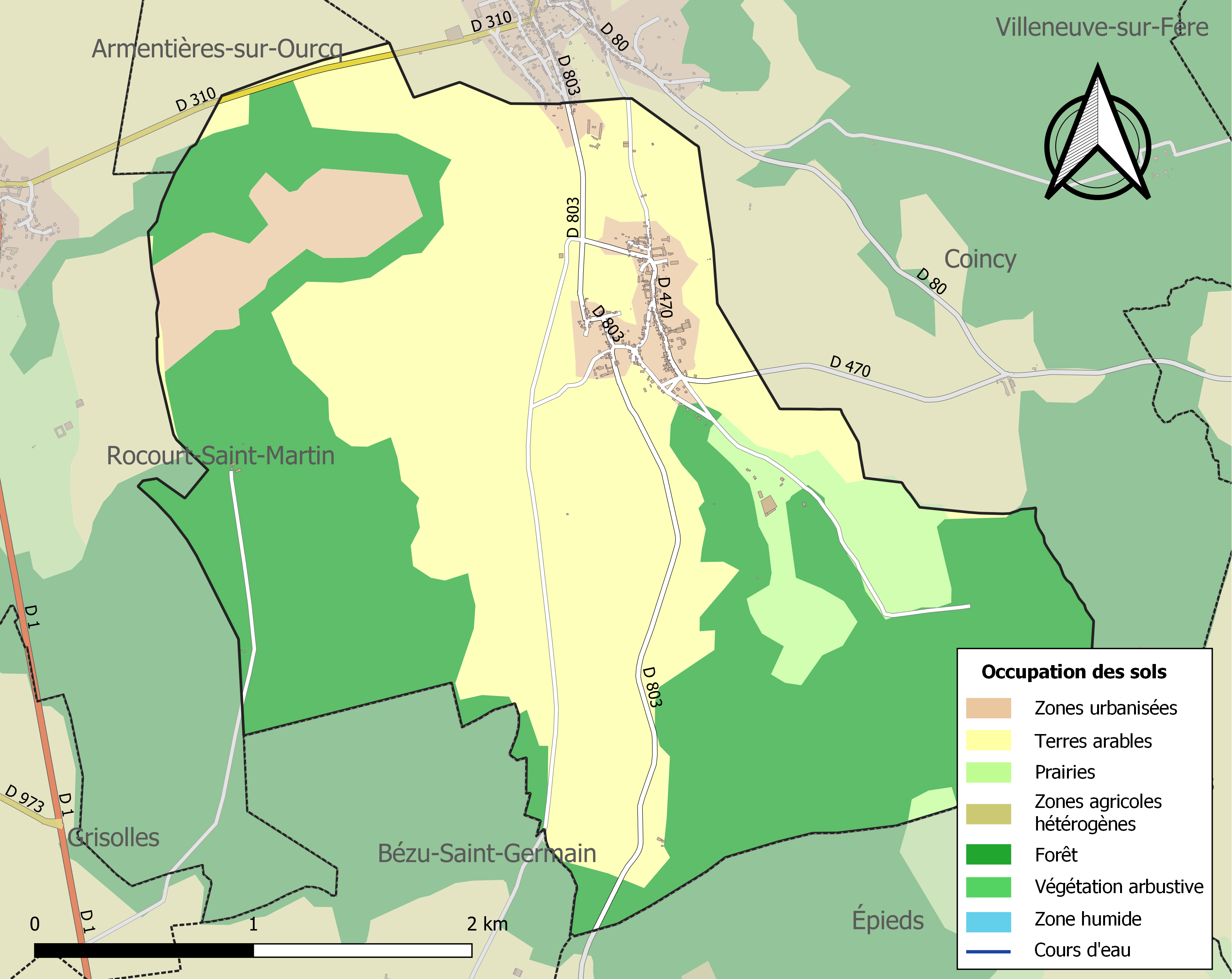
Carte des infrastructures et de l'occupation des sols de la commune en 2018 (CLC).

## Toponymie
Le nom de la localité est attesté sous les formes Breciacus (1213) ; Breceium (1223) ; Berceium (1223) ; Berci, Berciacus (1227) ; Parrochia de Breci (1281) ; Sainct-Remy-à-Brecy (1520) ; Brecy-le-Moncel (1500) ; Bercy-le-Buisson (XVIe siècle).

## Histoire
Brécy s'appelait d'abord Berciacum, puis Berciaco et Berci.
1249
Les templiers sont à Francheville (Franca-villa) et y construisent une chapelle.
1250
Le village de Brécy était entouré de murs destinés à se protéger contre les pillards, et le château existe déjà. L'enceinte à peu près rectangulaire avait 100 mètres sur chaque face, ave cquatre tours d'angle et une ou deux sur chaque front. Un pont levis occupait le milieu de la face Nord ; des courtines de 1,80 mètre d'épaisseur, de 11 à 12 mètres de hauteur, « hors d'échelle », et défiant l'escalade, entouraient cet espace.
1600
Un beau retable est installé dans la chapelle Saint-Firmin qui n'existe plus aujourd'hui. Ce retable est maintenant encastré dans le mur Nord de l'église.
1616
Le procès d'une bande de sorciers de Brécy et Sainte-Solange eut lieu au château de Brécy. Ils sont condamnés et l'un d'entre-eux est pendu sur la place de Grève à Paris.
1700
Construction de l'église ; de cette première église, il ne reste que les deux pans de murs du nord et du sud
1850
Construction de l'église telle qu'elle est aujourd'hui.
1882
La mairie et les écoles sont construites, sous l'impulsion d'un maire influent Henri Cheneauqui sera conseiller général et député.
1944
Dans la nuit du 1er au 2 septembre, des soldats allemands sont arrivés à Brécy. Vers 11 h 30,une voiture occupée par 4 résistants FFI est arrivée dans le bourg par la route de Farges-en-Septaine, ignorant l'occupation du village. Le véhicule a été mitraillé par les Allemands. Sur les 4 résistants, un a réussi à se cacher dans un cellier, un autre, à la faveur d'une pluie torrentielle, a réussi à s'échapper en longeant la rivière jusqu'à la ferme des Thureaux, les deux autres ont été fusillés derrière le mur de l'école des filles. Ils s'appelaient Jean NARCY et André ROLY ; tous les deux étaient domiciliés à Tracy-sur-Loire. (Récit de guerre par Maurice LACOSTE, instituteur à Brécy à l'époque des faits).
1963
Le Foyer Rural est inauguré.
1995
Le centre bourg est aménagé ; ce sont les deniers travaux de René Millet qui aura été maire de 1953 à 1995.

## Politique et administration

### Découpage territorial
La commune de Brécy est membre de la communauté d'agglomération de la Région de Château-Thierry, un établissement public de coopération intercommunale (EPCI) à fiscalité propre créé le 1er janvier 2017 dont le siège est à Étampes-sur-Marne. Ce dernier est par ailleurs membre d'autres groupements intercommunaux.
Sur le plan administratif, elle est rattachée à l'arrondissement de Château-Thierry, au département de l'Aisne et à la région Hauts-de-France. Sur le plan électoral, elle dépend du  canton de Château-Thierry pour l'élection des conseillers départementaux, depuis le redécoupage cantonal de 2014 entré en vigueur en 2015, et de la cinquième circonscription de l'Aisne  pour les élections législatives, depuis le dernier découpage électoral de 2010.

### Administration municipale

#### Liste des maires
| Période                                  | Période                       | Identité                | Étiquette | Qualité                                                    |
| ---------------------------------------- | ----------------------------- | ----------------------- | --------- | ---------------------------------------------------------- |
| Les données manquantes sont à compléter. |                               |                         |           |                                                            |
| avant 1988                               | ?                             | Roger Yverneau          |           |                                                            |
| mars 2001                                | juillet 2020                  | Jean-Claude de Robertis | DVD       | Retraité Fonction publique Réélu pour le mandat 2014-2020, |
| juillet 2020                             | En cours (au 18 juillet 2020) | Vincent Varnier         |           |                                                            |

## Population et société

### Démographie
L'évolution du nombre d'habitants est connue à travers les recensements de la population effectués dans la commune depuis 1793. Pour les communes de moins de 10 000 habitants, une enquête de recensement portant sur toute la population est réalisée tous les cinq ans, les populations de référence des années intermédiaires étant quant à elles estimées par interpolation ou extrapolation. Pour la commune, le premier recensement exhaustif entrant dans le cadre du nouveau dispositif a été réalisé en 2005.

En 2022, la commune comptait 317 habitants, en évolution de −7,58 % par rapport à 2016 (Aisne : −1,97 %, France hors Mayotte : +2,11 %).
| 1793 | 1800 | 1806 | 1821 | 1831 | 1836 | 1841 | 1846 | 1851 |
| ---- | ---- | ---- | ---- | ---- | ---- | ---- | ---- | ---- |
| 392  | 454  | 472  | 471  | 490  | 523  | 576  | 590  | 563  |

| 1856 | 1861 | 1866 | 1872 | 1876 | 1881 | 1886 | 1891 | 1896 |
| ---- | ---- | ---- | ---- | ---- | ---- | ---- | ---- | ---- |
| 525  | 544  | 539  | 477  | 463  | 449  | 423  | 393  | 395  |

| 1901 | 1906 | 1911 | 1921 | 1926 | 1931 | 1936 | 1946 | 1954 |
| ---- | ---- | ---- | ---- | ---- | ---- | ---- | ---- | ---- |
| 373  | 370  | 350  | 277  | 320  | 275  | 263  | 237  | 220  |

| 1962 | 1968 | 1975 | 1982 | 1990 | 1999 | 2005 | 2006 | 2010 |
| ---- | ---- | ---- | ---- | ---- | ---- | ---- | ---- | ---- |
| 201  | 215  | 224  | 183  | 284  | 318  | 337  | 340  | 352  |

| 2015 | 2020 | 2022 | - | - | - | - | - | - |
| ---- | ---- | ---- | - | - | - | - | - | - |
| 346  | 321  | 317  | - | - | - | - | - | - |

## Culture locale et patrimoine

### Lieux et monuments
- Château du Buisson, construit à partir du XIIIe siècle, classé aux monuments historiques depuis 1981. Le château médiéval a disparu à la suite d'une reconstruction en 1543.
- Église Saint-Michel du XIIe siècle, classée depuis 1920.
- Rocher gravé de Brécy au lieu-dit le Châtelet, dans le bois de Romont, classé depuis 1975.

### Personnalités liées à la commune
- Louis de Conflans d'Armentières (1711-1774), maréchal de France. Son père Michel III de Conflans, marquis d'Armentières est décédé dans son château du Buisson le 4 mai 1717.

## Pour approfondir